# IC 1728
IC 1728 — галактика типу SBbc (компактна витягнута галактика) у сузір'ї Піч.
Цей об'єкт міститься в оригінальній редакції індексного каталогу.